# Rubricatochromis stellifer
Rubricatochromis stellifer (Synonym: Hemichromis stellifer) ist eine Buntbarschart, die in Afrika von Äquatorialguinea im Norden bis zur angolanischen Provinz Cabinda im Süden vorkommt. In Gabun und im Westen der Republik Kongo leben die Fische auch im Landesinnern und im westlichen Kongobecken erreichen sie Pool Malebo und die Kongonebenflüsse Likouala-Mossaka und Likouala-aux-Herbes.

## Merkmale
Die Art erreicht eine Maximallänge von 10 cm und hat einen recht hochrückigen Körper, dessen Höhe bei 36 bis 44,8 % der Standardlänge liegt. Weibchen bleiben in der Regel kleiner als die Männchen. Der Kopf ist groß; seine Länge liegt bei 35,4 bis 38,5 % der Standardlänge. Schnauze und Maul sind relativ kurz. Das Kopfprofil weist eine Einbuchtung in der Augenregion auf und ältere können im Alter einen kleinen Stirnbuckel bekommen. Der Oberkiefer ist leicht vorstreckbar (protraktil) und mit einer Reihe gleichmäßig verteilter, einspitziger Zähne besetzt. Gelegentlich gibt es einige innere Zahnreihen an der Symphyse. An der Kehle sind die Schuppen kleiner als am Rumpf. Der Schwanzflossenstiel ist immer höher als lang. Die Schwanzflosse ist abgerundet.
- Flossenformel: Dorsale XIII–XV/10–12; Anale III/7–10.
- Schuppenformel: 25–27.
- Kiemenreusenstrahlen: 8–10.

Die Grundfarbe sexuell inaktiver Individuen ist gelblich, hell gelbbraun bis rotbraun, wobei der Rücken etwas dunkler ist als Bauch und Kehle. Der Bauch zeigt einen rosigen Einschlag. Die Lippen, die unteren Wangen und die Kiemendeckel sind gelb. Auf der Mitte der Körperseiten befindet sich ein schwarzer Fleck, der manchmal vorn und hinten einen gelben Rand aufweist, aber niemals vollständig gelb umrandet ist. Sieben bis neun schwarze Flecken oder Bänder, die bis zur Körpermitte reichen, sind manchmal auf dem Rücken zu sehen sein. Ein kleiner, ovaler Fleck kann auf dem Schwanzstiel befinden. Leuchtend hellblaue Punkte befinden sich auf der Schnauze, an den Wangen, den Kiemendeckeln und hin und wieder auch an den Außenrändern von Rücken- und Schwanzflosse. Die Schuppen der Körperseiten zeigen einen hellblauen bis blaugrünen Rand. Bei dominanten Exemplaren aus dem Kongo färben sich während der Fortpflanzungszeit die Kiemendeckel, Brust und Bauch rot, während die aus Gabun überall leuchtend rot werden.

## Fortpflanzung
Rubricatochromis stellifer ist ein Substratlaicher und beide Eltern beteiligen sich an der Brutpflege. Die Gelege umfassen maximal 300 bis 400 Eier, in den meisten Fällen aber nur 100 bis 150 Eier.